# Abdon Stryszak
Abdon Stryszak (30. prosince 1908, Domatowo – 27. listopadu 1995, Varšava) byl polský univerzitní profesor veterinárního lékařství, veterinární lékař a epizootolog. Mezi jeho nejvýznamnější díla patří spis Obecná epizootologie -  Epizootiologia ogólna.